# Cleadale
Cleadale är den största orten på ön Eigg i Small Isles, Highland, Skottland. Byn är belägen 13 km från Kinloch.